# L'altalena (album)
L'altalena è un album di Nicky Nicolai pubblicato nel 2006. Contiene il brano Lei ha la notte, presentato al Festival di Sanremo 2006.

## Tracce
1. L'altalena – 4:04
2. Lei ha la notte – 4:22
3. Gli itinerari del cuore – 4:05
4. Mas Profundo Que El Agua – 4:18
5. Spirito benigno – 3:33
6. Il valzer del nostro amore – 3:40
7. Il cuore mio – 3:52
8. Fenesta vascia – 3:32
9. E la chiamano estate – 4:08
10. La lingua perduta del cuore – 3:35
11. Dall'inizio nei finali – 4:05
12. Le voci nelle stanze – 4:03
13. Guardami – 4:51
14. Doppi significati – 5:16

## Formazione
- Nicky Nicolai – voce
- Cesare Chiodo – basso
- Lele Melotti – batteria
- Giorgio Secco – chitarra
- Enrico Solazzo – tastiera, programmazione
- Maurizio Fiordiliso – chitarra
- Roberto D'Aquino – basso
- Adriano Pennino – tastiera, programmazione, pianoforte
- Vittorio Riva – batteria
- Danilo Rea – fisarmonica, pianoforte
- Celso Valli – tastiera, pianoforte
- Marcello Di Leonardo – batteria
- Fabrizio Aiello – percussioni
- Dario Rosciglione – basso
- André Ceccarelli – batteria
- Daniele Bonaviri – chitarra
- Julian Oliver Mazzariello – pianoforte
- Anthony Pleeth – violoncello
- Stefano Di Battista – sassofono soprano
- Antonella Pepe, Fabiana Rosciglione, Luca Velletri, Daniele Vit – cori